# 中村卓史
中村 卓史（なかむら たかし、1950年9月18日 - ）は、日本の物理学者。専門は宇宙物理学。学位は、理学博士（京都大学・1978年）。京都大学名誉教授。京都府京都市出身。

## 略歴
- 1973年3月 - 京都大学理学部物理学科卒業
- 1975年3月 -　京都大学大学院理学研究科天体核物理学専攻修士課程修了
- 1978年3月 - 京都大学大学院理学研究科天体核物理学専攻博士後期課程修了
- 1981年12月 - 京都大学理学部助手
- 1988年1月 - 京都大学理学部講師
- 1988年11月 - 高エネルギー物理学研究所助教授
- 1990年7月 - 京都大学基礎物理学研究所教授
- 2002年4月 - 京都大学大学院理学研究科教授（物理学・宇宙物理学専攻　物理学第二分野　天体核研究室）
- 2016年4月 - 京都大学大学院理学研究科名誉教授

## 受賞歴
- 1990年 - 西宮湯川記念賞を受賞。
- 2005年 - 日本学士院賞を受賞。

## 研究活動
専門は宇宙物理学で、一般相対論分野の権威。大学院生時代から、一般相対論の基礎方程式であるアインシュタイン方程式の数値計算に取り組み、世界で初めて軸対称ブラックホール形成のシミュレーションに成功した。さらにこの研究を3次元に拡張し、数値相対論と呼ばれる分野を開拓した。また、佐々木節と共に、ブラックホール時空の摂動を計算するための基礎方程式（佐々木-中村方程式）を導出した。その後、現在ではBaumgarte-Shapiro-Shibata-Nakamura (BSSN) 形式として知られる記法により、数値相対論のシミュレーションを長時間安定に発展させることに成功した。現在は主にガンマ線バーストなどの天体現象と重力波との関係に関する研究を精力的に行っている。
林忠四郎の弟子の一人であり、林忠四郎・佐藤文隆の跡を継ぐ形で京都大学天体核物理学研究室の教授を務めた。

## 著書

### 単著
- 『宇宙の進化・数値的相対性理論』（恒星社厚生閣　1991年）
- 『最後の3分間―重力波がとらえる星の運命』（岩波書店）

### 共著
- 『宇宙を探る新しい目　重力波』（クバプロ）
- 『見えないもので宇宙を観る』（京都大学学術出版会）

### 編著
- 『重力波をとらえる―存在の証明から検出へ』（京都大学学術出版会）